# FC Kopřivnice
FC Kopřivnice je český fotbalový klub z Kopřivnice na Novojičínsku, který byl založen roku 1920. Od sezóny 2023/2024 hraje I. A třídu Moravskoslezského kraje - sk. B (6.  nejvyšší soutěž).
Největším úspěchem klubu je účast ve 3. nejvyšší soutěži (poprvé 1934/35, naposled 1980/81), v ročníku 1951 měl zatím nejblíže k druholigové účasti.
Klub své domácí zápasy odehrává na Letním stadionu v Kopřivnici. Stadion má oficiální kapacitu 9 000 míst. V neděli 21. června 1987 se zde hrálo finále Československého poháru mezi DAC Poľnohospodár Dunajská Streda a Spartou ČKD Praha. Slovenský tým nakonec získal svou první velkou trofej po penaltovém rozstřelu.

## Historické názvy
Zdroje: 
- 1920 – SK Kopřivnice (Sportovní klub Kopřivnice)
- 1934 – SK Tatra Kopřivnice (Sportovní klub Tatra Kopřivnice)
- 1948 – ZSJ Sokol Tatra Kopřivnice (Závodní sokolská jednota Sokol Tatra Kopřivnice)
- 1952 – DSO Spartak Kopřivnice (Dobrovolná sportovní organisace Spartak Kopřivnice)
- 1957 – TJ Tatra Kopřivnice (Tělovýchovná jednota Tatra Kopřivnice)
- 1993 – ASK Tatra Kopřivnice (Amatérský sportovní klub Tatra Kopřivnice)
- 2001 – FC Kopřivnice (Football Club Kopřivnice)

## Stručná historie kopané v Kopřivnici
Zdroje: 

### Německý fotbalový klub
Členové německého Sportklubu vybudovali u rybníka za továrnou první fotbalové hřiště už před 1. světovou válkou. Po vzniku ČSR se stali členy Severovýchodní německé fotbalové župy se sídlem v Opavě a hrávali výhradně s německými kluby. Mužstvo mělo dobré finanční možnosti a vybavení, před založením SK Kopřivnice zde hrávali také Češi.

### Založení Sportovního klubu
Roku 1919 byla kopřivnickými mladíky ustavena tzv. studentská jedenáctka, v březnu následujícího roku bylo utvořeno sokolské fotbalové mužstvo, od jehož vzniku se také datuje historie oddílu. V únoru 1921 byl založen samostatný Sportovní klub Kopřivnice. V roce 1922 se SK Kopřivnice stal členem Slezské župy footballové, v následující sezóně se však kvůli finančním potížím ze soutěže odhlásil. Po dvouleté stagnaci se situace začala lepšit a roku 1931 oddíl postoupil do I. B třídy SŽF.

### Sportovní klub Tatra Kopřivnice
Pod vedením nového trenéra Dolínka v sezoně 1933/34 vyhráli kopřivničtí svou skupinu I. B třídy SŽF a postoupili do I. A třídy SŽF, která tehdy byla jednou ze skupin 3. nejvyšší soutěže. Došlo také ke změně stanov a klub dostal nový název SK Tatra Kopřivnice.

### Dělnický sportovní klub Unie
Vzhledem k zájmu členů DTJ o sport vznikl roku 1933 samostatný DSK Unie Kopřivnice, který sdružoval sportovce z dělnického prostředí. Fotbalové mužstvo se z nejnižšího stupně Slezské župy footballové rychle probojovalo do vyšších tříd, aby už v roce 1938 dostihlo SK Tatra v I. A třídě SŽF. K vzájemnému zápasu však nedošlo, necelý měsíc před očekávaným derby na podzim 1938 byla Kopřivnice obsazena Němci.

### Úspěchy fotbalistů po válce
Od roku 1949 hrálo fotbalové mužstvo I. A třídu Ostravského kraje. V roce 1951 se naskytla možnost postupu do 2. nejvyšší soutěže, který se však nezdařil. Mimořádnou možnost postupu až do I. ligy skýtal onoho roku Československý pohár, do níž postoupili všichni jeho semifinalisté. Kopřivničtí zvítězili nejen v okresním, ale i krajském kole (výhra 4:2 v krajském finále se Stalingradem Lískovec, které se hrálo v neděli 5. srpna 1951), v mezikrajovém finále však Tatra podlehla mužstvu ČSSZ Prostějov.

### Fotbalisté TJ Tatra Kopřivnice
Od roku 1956 se v Kopřivnici hrál fotbalový turnaj Memoriál Karla Tomáška, Tatra zvítězila v prvních třech ročnících a stala se tak trvalým držitelem tohoto poháru. Roku 1959 se mužstvo opět probojovalo do I. A třídy Ostravského kraje, kde se udrželo až do roku 1965 (už v rámci Severomoravského kraje), kdy postoupilo do oblastního přeboru.
Největšími úspěchy od té doby jsou dvě vítězství v nejvyšší krajské (župní) soutěži (Severomoravský krajský přebor 1978/79 a Slezský župní přebor 1991/92) a pětiletá účast v moravsko-slezské divizi (sk. D) (1969/70, 1970/71, 1971/72, 1979/80 a 1980/81), přičemž ročníky 1979/80 a 1980/81 byly třetiligové. Další tři ročníky v moravsko-slezské divizi (sk. E) absolvovala Tatra na začátku 90. let (1992/93, 1993/94 a 1994/95). Poté hrál klub župní a okresní soutěže, od sezony 2011/12 hraje opět krajské soutěže.

### Pořadatelství finále Československého poháru
Na Letním stadionu v Kopřivnici, který tehdy nesl název stadion TJ Tatra Kopřivnice, se v neděli 21. června 1987 od 16:30 konalo finále Československého poháru ve fotbale.
Před plným stadionem v něm proti sobě nastoupili novopečený mistr ligy Sparta ČKD Praha a DAC Poľnohospodár Dunajská Streda (prvoligový nováček 1985/86, 4. místo 1986/87).
TJ Sparta ČKD Praha – TJ DAC Poľnohospodár Dunajská Streda 0:0 po prodloužení, 2:3 na penalty

Rozhodčí: Jozef Marko – Dušan Krchňák, Rudolf Líška.

Žluté karty: Lavička, Straka, Bielik – Šrámek.

Diváci: 10 866 – 12 000
Průběh rozstřelu:

1. série: Jozef Chovanec dal (stav 1:0), Tibor Mičinec dal (1:1)

2. série: Michal Bílek dal (2:1), Jozef Medgyes nedal (2:1)

3. série: Ivan Čabala nedal (2:1), Peter Michalec dal (2:2)

4. série: Július Bielik nedal (2:2), Karol Krištof nedal (2:2)

5. série: Tomáš Skuhravý nedal (2:2), Peter Fieber dal (konečný stav 2:3)

Sestava Sparty: Stejskal – Bielik, Straka, Chovanec (K), Vrabec – Bílek, Čabala, Lavička, Němeček (70. P. Novák) – Skuhravý, Hašek. Trenér Václav Ježek.
Sestava DAC: Vahala – Kapko, Šrámek, Liba, Fieber – Krištof (K), Pavlík (75. Michalec), Kašpar – Šoltés, Mičinec, Bartoš (114. Medgyes). Trenér Karol Pecze.

## Zázemí klubu
Členové německého Sportklubu vybudovali u rybníka za továrnou první fotbalové hřiště už před 1. světovou válkou. Roku 1933 si SK od závodu Tatra hřiště za továrnou pronajal a při slavnostním otevření před zraky dvou tisíc diváků podruhé zvítězil v turnaji O pohár závodu Tatra.
Letní stadion je nyní nejstarším sportovním areálem v Kopřivnici, v současné podobě byl poprvé otevřen v roce 1956 jako víceúčelové sportoviště pro fotbal, lehkou atletiku a plochou dráhu. Areál je v současné době soustavně využíván pouze kluby FC Kopřivnice a Atletickým klubem Emila Zátopka.
V roce 2011 byla dokončena proměna starého škvárového hřiště „Pod internáty“ v travnaté. Nové hřiště bylo slavnostně otevřeno v neděli 7. srpna 2011. Zahajovací utkání mezi FC Kopřivnice a Klubem fotbalových internacionálů ČR sledovalo asi pět set diváků. Toto hřiště je využíváno denně k tréninkům i utkáním fotbalového klubu. Ke sportovní přípravě areál využívaly rovněž ostatní sportovní kluby z Kopřivnice, ale i nedalekého Polska.
Ve výroční zprávě Správy sportovišť Kopřivnice za rok 2015 je technický stav sportovních ploch hodnocen jako velmi špatný. Fotbalová plocha měla nefunkční odvodnění, zastaralé zavlažování a samotný travní porost vykazoval velké procento plevelných trav. Generální oprava měla být provedena v roce 1989. Klub si nechal zpracovat návrh na rekonstrukci hlavní plochy stadionu. Tento návrh předpokládá zrušení plochodrážního oválu, posun atletického oválu a fotbalového hřiště směrem k tribuně. Vzniklá plocha po zrušení oválu by byla využívána jako tréninková plocha.
V letech 2019/2020 proběhla rekonstrukce hrací plochy společně s atletickým oválem. Projekt byl schválena a realizován se zachováním plochodrážního oválu. Letní stadion disponuje novým travnatým fotbalovým hřištěm se zavlažováním a tréninkovým osvětlením, novým atletickým oválem a plochodrážním oválem. Na podzim roku 2022 byla zahájena první etapa rekonstrukce tribuny a to šaten a zázemí klubu. Tato rekonstrukce byla na jaře dokončena a sportoviště bylo za účasti starosty města p. Adama Hanuse a předsedy klubu p. Jaroslava Colberta slavnostně předáno k užívání 13.5.2023 při domácím fotbalovém zápase. Klub vévodil tabulce měl našlápnuto na postup, který se nakonec podařil a klub v sezoně 2022/23 postoupil do 1.A. 

## Umístění v jednotlivých sezonách
Legenda: Z - zápasy, V - výhry, R - remízy, P - porážky, VG - vstřelené góly, OG - obdržené góly, +/- - rozdíl skóre, B - body, červené podbarvení - sestup, zelené podbarvení - postup, fialové podbarvení - reorganizace, změna skupiny či soutěže
| Československo (1945 – 1993) |                                              |                                              |                                              |                                              |                                              |                                              |                                              |                                              |                                              |                                              |                                              |
| Sezóny                       | Liga                                         | Úroveň                                       | Z                                            | V                                            | R                                            | P                                            | VG                                           | OG                                           | +/-                                          | B                                            | Pozice                                       |
| ...                          |                                              |                                              |                                              |                                              |                                              |                                              |                                              |                                              |                                              |                                              |                                              |
| 1951                         | Krajská soutěž - Ostrava                     | 3                                            | 9                                            | 5                                            | 2                                            | 2                                            | 25                                           | 13                                           | +12                                          | 12                                           | 1.                                           |
| 1952                         | Krajská soutěž - Ostrava                     | 3                                            | 22                                           | 7                                            | 5                                            | 10                                           | 54                                           | 56                                           | −2                                           | 19                                           | 10.                                          |
| ...                          |                                              |                                              |                                              |                                              |                                              |                                              |                                              |                                              |                                              |                                              |                                              |
| 1966/67                      | Severomoravský oblastní přebor               | 4                                            | 26                                           | 9                                            | 4                                            | 13                                           | 34                                           | 38                                           | −4                                           | 22                                           | 12.                                          |
| 1967/68                      | Severomoravský oblastní přebor               | 4                                            | 26                                           | 10                                           | 5                                            | 11                                           | 46                                           | 47                                           | −1                                           | 25                                           | 9.                                           |
| 1968/69                      | Severomoravský oblastní přebor               | 4                                            | 26                                           | 12                                           | 8                                            | 6                                            | 44                                           | 25                                           | +19                                          | 32                                           | 5.                                           |
| 1969/70                      | Divize D                                     | 4                                            | 30                                           | 9                                            | 11                                           | 10                                           | 31                                           | 30                                           | +1                                           | 29                                           | 9.                                           |
| 1970/71                      | Divize D                                     | 4                                            | 30                                           | 11                                           | 4                                            | 15                                           | 27                                           | 42                                           | −15                                          | 37                                           | 14.                                          |
| 1971/72                      | Divize D                                     | 4                                            | 30                                           | 6                                            | 5                                            | 19                                           | 24                                           | 43                                           | −19                                          | 17                                           | 16.                                          |
| 1972/73                      | Severomoravský krajský přebor                | 5                                            | 30                                           | ...                                          | ...                                          | ...                                          | ...                                          | ...                                          | ...                                          |                                              |                                              |
| 1973/74                      | Severomoravský krajský přebor                | 5                                            | 30                                           | ...                                          | ...                                          | ...                                          | ...                                          | ...                                          | ...                                          |                                              |                                              |
| 1974/75                      | Severomoravský krajský přebor                | 5                                            | 30                                           | ...                                          | ...                                          | ...                                          | ...                                          | ...                                          | ...                                          |                                              |                                              |
| 1975/76                      | Severomoravský krajský přebor                | 5                                            | 30                                           | ...                                          | ...                                          | ...                                          | ...                                          | ...                                          | ...                                          |                                              |                                              |
| 1976/77                      | Severomoravský krajský přebor                | 5                                            | 30                                           | ...                                          | ...                                          | ...                                          | ...                                          | ...                                          | ...                                          |                                              |                                              |
| 1977/78                      | Severomoravský krajský přebor                | 4                                            | 30                                           | ...                                          | ...                                          | ...                                          | ...                                          | ...                                          | ...                                          |                                              |                                              |
| 1978/79                      | Severomoravský krajský přebor                | 4                                            | 30                                           | ...                                          | ...                                          | ...                                          | ...                                          | ...                                          | ...                                          |                                              | 1.                                           |
| 1979/80                      | Divize D                                     | 3                                            | 30                                           | 11                                           | 4                                            | 15                                           | 43                                           | 46                                           | −3                                           | 26                                           | 12.                                          |
| 1980/81                      | Divize D                                     | 3                                            | 30                                           | 7                                            | 8                                            | 15                                           | 22                                           | 52                                           | −30                                          | 22                                           | 16.                                          |
| 1981/82                      | Severomoravský krajský přebor                | 5                                            | 30                                           | ...                                          | ...                                          | ...                                          | ...                                          | ...                                          | ...                                          |                                              |                                              |
| ...                          |                                              |                                              |                                              |                                              |                                              |                                              |                                              |                                              |                                              |                                              |                                              |
| 1991/92                      | Slezský župní přebor                         | 5                                            | 30                                           | ...                                          | ...                                          | ...                                          | ...                                          | ...                                          | ...                                          |                                              | 1.                                           |
| 1992/93                      | Divize E                                     | 4                                            | 30                                           | 10                                           | 6                                            | 14                                           | 52                                           | 48                                           | +4                                           | 26                                           | 9.                                           |
| Česko (1993 – )              |                                              |                                              |                                              |                                              |                                              |                                              |                                              |                                              |                                              |                                              |                                              |
| Sezóny                       | Liga                                         | Úroveň                                       | Z                                            | V                                            | R                                            | P                                            | VG                                           | OG                                           | +/-                                          | B                                            | Pozice                                       |
| 1993/94                      | Divize E                                     | 4                                            | 30                                           | 13                                           | 5                                            | 12                                           | 50                                           | 51                                           | −1                                           | 31                                           | 6.                                           |
| 1994/95                      | Divize E                                     | 4                                            | 30                                           | 9                                            | 6                                            | 15                                           | 39                                           | 57                                           | −18                                          | 33                                           | 15.                                          |
| 1995/96                      | I. A třída Slezské župy – sk. B              | 6                                            | 26                                           | 2                                            | 5                                            | 19                                           | 28                                           | 78                                           | −50                                          | 11                                           | 14.                                          |
| 1996/97                      | I. B třída Slezské župy – sk. D              | 7                                            | 26                                           | 10                                           | 2                                            | 14                                           | 35                                           | 42                                           | −7                                           | 32                                           | 10.                                          |
| 1997/98                      | I. B třída Slezské župy – sk. D              | 7                                            | 26                                           | 9                                            | 7                                            | 10                                           | 40                                           | 49                                           | −9                                           | 32                                           | 8.                                           |
| 1998/99                      | I. B třída Slezské župy – sk. D              | 7                                            | 26                                           | 16                                           | 8                                            | 2                                            | 55                                           | 16                                           | +39                                          | 56                                           | 2.                                           |
| 1999/00                      | I. B třída Slezské župy – sk. D              | 7                                            | 26                                           | 6                                            | 3                                            | 17                                           | 23                                           | 61                                           | −38                                          | 21                                           | 14.                                          |
| 2000/01                      | Okresní přebor Novojičínska                  | 8                                            | 28                                           | 2                                            | 2                                            | 24                                           | 30                                           | 77                                           | −47                                          | 8                                            | 15.                                          |
| 2001/02                      | A-mužstvo nebylo přihlášeno v žádné soutěži. | A-mužstvo nebylo přihlášeno v žádné soutěži. | A-mužstvo nebylo přihlášeno v žádné soutěži. | A-mužstvo nebylo přihlášeno v žádné soutěži. | A-mužstvo nebylo přihlášeno v žádné soutěži. | A-mužstvo nebylo přihlášeno v žádné soutěži. | A-mužstvo nebylo přihlášeno v žádné soutěži. | A-mužstvo nebylo přihlášeno v žádné soutěži. | A-mužstvo nebylo přihlášeno v žádné soutěži. | A-mužstvo nebylo přihlášeno v žádné soutěži. | A-mužstvo nebylo přihlášeno v žádné soutěži. |
| 2002/03                      | Základní třída Novojičínska – sk. A          | 10                                           | 16                                           | 12                                           | 3                                            | 1                                            | 72                                           | 11                                           | +61                                          | 39                                           | 1.                                           |
| 2003/04                      | Okresní soutěž Novojičínska                  | 9                                            | 22                                           | 16                                           | 2                                            | 4                                            | 85                                           | 23                                           | +62                                          | 50                                           | 2.                                           |
| 2004/05                      | Okresní přebor Novojičínska                  | 8                                            | 26                                           | 14                                           | 3                                            | 9                                            | 56                                           | 46                                           | +10                                          | 45                                           | 5.                                           |
| 2005/06                      | Okresní přebor Novojičínska                  | 8                                            | 26                                           | 8                                            | 7                                            | 11                                           | 35                                           | 47                                           | −12                                          | 31                                           | 9.                                           |
| 2006/07                      | Okresní přebor Novojičínska                  | 8                                            | 26                                           | 11                                           | 5                                            | 10                                           | 38                                           | 55                                           | −17                                          | 38                                           | 6.                                           |
| 2007/08                      | Okresní přebor Novojičínska                  | 8                                            | 26                                           | 11                                           | 6                                            | 9                                            | 52                                           | 45                                           | +7                                           | 39                                           | 5.                                           |
| 2008/09                      | Okresní přebor Novojičínska                  | 8                                            | 26                                           | 18                                           | 1                                            | 7                                            | 64                                           | 31                                           | +33                                          | 55                                           | 2.                                           |
| 2009/10                      | Okresní přebor Novojičínska                  | 8                                            | 26                                           | 13                                           | 5                                            | 8                                            | 54                                           | 36                                           | +18                                          | 44                                           | 4.                                           |
| 2010/11                      | Okresní přebor Novojičínska                  | 8                                            | 26                                           | 17                                           | 4                                            | 5                                            | 67                                           | 36                                           | +31                                          | 55                                           | 1.                                           |
| 2011/12                      | I. B třída Moravskoslezského kraje – sk. D   | 7                                            | 26                                           | 13                                           | 4                                            | 9                                            | 54                                           | 42                                           | +12                                          | 43                                           | 5.                                           |
| 2012/13                      | I. B třída Moravskoslezského kraje – sk. D   | 7                                            | 26                                           | 13                                           | 6                                            | 7                                            | 53                                           | 33                                           | +20                                          | 45                                           | 5.                                           |
| 2013/14                      | I. B třída Moravskoslezského kraje – sk. D   | 7                                            | 26                                           | 10                                           | 1                                            | 15                                           | 37                                           | 61                                           | −24                                          | 31                                           | 9.                                           |
| 2014/15                      | I. B třída Moravskoslezského kraje – sk. D   | 7                                            | 26                                           | 10                                           | 5                                            | 11                                           | 38                                           | 43                                           | −5                                           | 35                                           | 5.                                           |
| 2015/16                      | I. B třída Moravskoslezského kraje – sk. D   | 7                                            | 26                                           | 9                                            | 5                                            | 12                                           | 35                                           | 45                                           | −10                                          | 32                                           | 8.                                           |
| 2016/17                      | I. B třída Moravskoslezského kraje – sk. D   | 7                                            | 26                                           | 11                                           | 6                                            | 9                                            | 56                                           | 40                                           | +16                                          | 39                                           | 9.                                           |
| 2017/18                      | I. B třída Moravskoslezského kraje – sk. D   | 7                                            | 26                                           | 11                                           | 2                                            | 13                                           | 48                                           | 59                                           | −11                                          | 35                                           | 8.                                           |
| 2018/19                      | I. B třída Moravskoslezského kraje – sk. D   | 7                                            | 26                                           | 14                                           | 5                                            | 7                                            | 53                                           | 40                                           | +13                                          | 47                                           | 4.                                           |
| 2019/20                      | I. B třída Moravskoslezského kraje – sk. D   | 7                                            |                                              |                                              |                                              |                                              |                                              |                                              |                                              |                                              | Soutěž ukončená                              |
| 2020/21                      | I. B třída Moravskoslezského kraje – sk. D   | 7                                            |                                              |                                              |                                              |                                              |                                              |                                              |                                              |                                              | Soutěž ukončená                              |
| 2021/22                      | I. B třída Moravskoslezského kraje – sk. D   | 7                                            | 24                                           | 15                                           | 4                                            | 5                                            | 88                                           | 33                                           | +55                                          | 49                                           | 3.                                           |
| 2022/23                      | I. B třída Moravskoslezského kraje – sk. D   | 7                                            | 26                                           | 23                                           | 0                                            | 3                                            | 108                                          | 21                                           | +87                                          | 69                                           | 1.                                           |
| 2023/24                      | ČPP I.A třída mužů sk. B                     | 6                                            | 26                                           | 13                                           | 3                                            | 10                                           | 66                                           | 45                                           | +21                                          | 42                                           | 4.                                           |

Poznámka:
- 2003/04: Postoupilo taktéž vítězné mužstvo AFC Veřovice.[22]